# نسل‌کشی غزه
اسرائیل توسط کارشناسان، برخی دولت‌ها، آژانس‌های سازمان ملل متحد و سازمان‌های غیردولتی متهم به نسل‌کشی علیه مردم فلسطین در جریان جنگ اسرائیل و حماس شده است و توسط دادگاه لاهه نیز به دلیل انجام جنایات جنگی حکم بازداشت برای نتانیاهو و گالانت صادر گردید. تا مارس ۲۰۲۴، پس از پنج ماه جنگ، اقدام نظامی اسرائیل منجر به کشته شدن بیش از ۳۱۵۰۰ فلسطینی، به‌طور میانگین ۱۹۵ کشته در روز و نزدیک به ۵۲٫۴۰۰ مرگ تأیید شده تا ماه مه شد. بیشتر قربانیان غیرنظامی هستند، از جمله بیش از ۲۵۰۰۰ زن و کودک و ۱۰۳ روزنامه‌نگار.گزارش شده است که تقریباً ۷۰۰۰ فلسطینی مفقود شده‌اند - احتمالاً اکثر آنها کشته شده‌اند.
هزاران پیکر مدفون در ساختمان‌هایی هستند که تا به امروز آواربرداری نشده‌اند. تا ژوئن ۲۰۲۴، بیش از ۵۰۰ کارمند مراقبت‌های بهداشتی در غزه کشته شدند. از ماه مه ۲۰۲۴، تنها ۱۲ بیمارستان از ۳۶ بیمارستان در غزه فعال هستند. ۸۴ درصد از مراکز بهداشتی و درمانی منطقه توسط نیروهای دفاعی اسرائیل تخریب شده یا آسیب دیده‌اند. محاصره اجباری اسرائیل به‌شدت به گرسنگی و خطر قحطی در نوار غزه کمک کرده است، نیروهای اسرائیلی از رسیدن کمک‌های بشردوستانه به فلسطینی‌ها، از طریق مسدود کردن یا حمله به کاروان‌های بشردوستانه جلوگیری کردند. اسرائیل در اوایل درگیری، آب و برق نوار غزه را نیز قطع کرد. اسرائیل همچنین بسیاری از ساختمان‌های مهم فرهنگی را ویران کرده است، از جمله ۱۳ کتابخانه که شامل هزاران کتاب بوده است، همه ۱۲ دانشگاه غزه و ۸۰ درصد مدارس آن، ده‌ها مسجد، سه کلیسا و دو موزه نیز توسط نیروهای دفاعی اسرائیل تخریب شدند.
ناظران مختلف، از جمله گزارشگر ویژه سازمان ملل، فرانچسکا آلبانیز، به اظهار نظر مقامات ارشد اسرائیلی استناد کرده‌اند که ممکن است حاکی از «قصد نابودی» (کل یا جزئی) جمعیت غزه باشد که استدلالی بر نسل‌کشی ساکنان فلسطینی است. اکثر صاحب‌نظران بر این باورند که اقدامات اسرائیل در غزه به‌منظور غیرقابل سکونت کردن این منطقه برای فلسطینیان است و اقدامات اسرائیل در غزه «نسل‌کشی» است.کمیته ویژه سازمان ملل در گزارش جدیدی که در ۱۴ نوامبر ۲۰۲۴ منتشر کرد، گفت: جنگ اسرائیل در غزه با ویژگی‌های نسل‌کشی، با تلفات گسترده غیرنظامیان و شرایط تهدید کننده جانی که عمداً بر فلسطینیان تحمیل شده است، مطابقت دارد همچنین کمیته گفت: «از آغاز جنگ، مقامات اسرائیلی علناً از سیاست‌هایی حمایت می‌کنند که فلسطینیان را از نیازهای ضروری برای حفظ زندگی محروم می‌کند - غذا، آب و سوخت».عفو بین‌الملل پس از بررسی دقیق نقض‌های انجام شده توسط اسرائیل در محدوده فلسطین در فاصله اکتبر ۲۰۲۳ تا ژوئیه ۲۰۲۴، مصاحبه با ۲۱۲ نفر در غزه و تجزیه و تحلیل شواهد تصویری و دیجیتالی و اظهارات مقامات ارشد دولتی و نظامی اسرائیل، مبنای کافی پیدا کرد به این نتیجه برسیم که آنچه در غزه در حال وقوع است یک نسل‌کشی آشکار است.
دولت آفریقای جنوبی با ادعای نقض کنوانسیون نسل‌کشی، علیه اسرائیل در دیوان بین‌المللی دادگستری (ICJ) اقدام کرده است. در یک حکم اولیه، دیوان بین‌المللی دادگستری به اسرائیل دستور داد تا با اتخاذ تمام اقداماتی که در اختیار دارد برای جلوگیری از ارتکاب نسل‌کشی، جلوگیری و مجازات تحریک به نسل‌کشی، و اجازه دادن به خدمات اولیه بشردوستانه به غزه، به تعهدات خود بر اساس کنوانسیون نسل‌کشی عمل کند. دولت اسرائیل اندکی بعد با حمله‌ای بی‌سابقه به غیرنظامیان ساکنان رفح، به این حکم بین‌المللی پاسخ داد و دادگاه را به یهودستیزی متهم کرد.

## زمینه
جنگ ۱۹۴۸ فلسطین شاهد تأسیس اسرائیل در بیشتر قیمومت بریتانیا بر فلسطین، به استثنای دو سرزمین جدا از هم بود که به عناوین کرانه باختری و نوار غزه شناخته شدند، که به ترتیب در اشغال اردن و مصر بودند. در پی جنگ شش‌روزه ۱۹۶۷, اسرائیل سرزمین‌های فلسطینی کرانه باختری و نوار غزه را اشغال کرد. دوره پس از آن شاهد دو خیزش مردمی فلسطینیان علیه اشغال‌گری اسرائیل بود؛ انتفاضه‌های اول و دوم، در سال‌های ۱۹۸۷ و 2000. دومی با خروج اسرائیل از نوار غزه در سال ۲۰۰۵ پایان یافت.
از سال ۲۰۰۷, حماس، یک گروه ستیزه‌جوی اسلامگرا، بر نوار غزه حکومت کرده در حالی که کرانه باختری در کنترل تشکیلات خودگردان فلسطین به رهبری فتح باقی مانده. پس از افتادن غزه به دست حماس، اسرائیل محاصره ای را بر نوار غزه اعمال کرد که آسیب شایان توجهی به اقتصاد غزه زد. اسرائیل با استناد به دغدغه‌های امنیتی این محاصره را توجیه کرد، اما گروه‌های حقوقی بین‌المللی این محاصره را شکلی از تنبیه دسته‌جمعی خوانده‌اند. اونروا گزارش کرده که بر اثر محاصره، ۸۱٪ غزه ای‌ها در سال ۲۰۲۳ زیر سطح فقر زندگی می‌کنند، و ۶۳٪ از نظر غذایی امنیت ندارند و به امداد بین‌المللی وابسته اند.
از سال ۲۰۰۷, اسرائیل و حماس، به همراه دیگر گروه‌های ستیزه‌جوی فلسطینی مستقر در غزه درگیر نزاع بوده‌اند، از جمله چهار جنگ در سال‌های ۲۰۰۸–۲۰۰۹ , ۲۰۱۲, ۲۰۱۴ , و ۲۰۲۱. این درگیری‌ها حدوداً ۶۴۰۰ فلسطینی و ۳۰۰ اسرائیلی را به کام مرگ کشیده است. در ۲۰۱۸–۲۰۱۹, اعتراضات بزرگ هفتگی‌ای در مرز غزه-اسرائیل رخ داد که با خشونت از سوی اسرائیل سرکوب شد، و تک تیراندازهای آن هزاران فلسطینی را کشتند و مجروح کردند. مدت کوتاهی پس از آن بحران ۲۰۲۱ اسرائیل و فلسطین شروع شد، شاخه نظامی حماس گردان‌های عزالدین قسام، شروع به برنامه‌ریزی برای عملیات ۷ اکتبر ۲۰۲۳ کرد. به گفته دیپلمات‌ها، حماس مکرراً در ماه‌های منتهی به اکتبر ۲۰۲۳ گفت خواهان بالاگرفتن دوباره تنش نظامی در غزه نیست چرا که بحران انسانی به وقوع پیوسته پس از درگیری ۲۰۲۱ را بدتر خواهد کرد. در ۷ اکتبر ۲۰۲۳، حماس حمله ای به اسرائیل از غزه را رهبری کرد، که منجر به مرگ ۱٬۱۳۹ تن شد , که بیشترشان غیرنظامی بودند. اسرائیل با یک کارزار بمباران بسیار تخریبگرانه پاسخ داد و سپس در ۲۷ اکتبر به نوار غزه حمله کرد . برخی دانشوران استدلال کرده‌اند که نسل‌کشی فلسطینیان پیش از حملات ۷ اکتبر وجود داشت، ولی کارزار نظامی اسرائیل در غزه از سوی آفریقای جنوبی و دیگر حامیان استدلال نسل‌کشی دارای مشخصه نسل‌کشی دانسته شده است.
مقامات حماس گفتند که این حمله پاسخی به اشغال کرانه غربی توسط اسرائیل، محاصره نوار غزه، خشونت شهرک‌نشینان اسرائیلی علیه فلسطینیان، محدودیت‌ها بر رفت‌وآمد فلسطینیان، و بازداشت هزاران فلسطینی در اسرائیل، بسیاری از آنها بدون داشتن اتهام بوده که حماس با گرفتن گروگان‌های اسرائیلی قصد آزاد کردنشان را داشته. مفسرین پرشماری زمینه گسترده‌تر اشغال گری اسرائیل را از علل جنگ شناسایی کرده‌اند. آسوشیتد پرس نوشت که فلسطینیان «بر سر اشغال بی پایان کرانه باختری و محاصره خفه کننده غزه در یأس اند.». سازمان‌های حقوق بشری متعددی، از جمله عفو بین‌الملل، بتسلیم، و دیده‌بان حقوق بشر اسرائیل را به آپارتاید مانند کرده‌اند؛ حامیان اسرائیل در این توصیف مناقشه می‌کنند. یک نظر مشورتی دیوان بین‌المللی دادگستری منتشر شده در ژوئیه ژوئیه ۲۰۲۴ غیرقانونی بودن این اشغال گری را تأیید کرد و گفت این اشغال گری ناقض ماده سوم معاهده بین‌المللی محو همه اشکال تبعیض نژادی است، که جداسازی نژادی و آپارتاید را ممنوع می‌کند.

### تعریف قانونی نسل‌کشی
کنوانسیون نسل‌کشی ۱۹۴۸ نسل‌کشی را هر یک «پنج کنش مرتکب شده با نیت نابودی، کامل یا جزئی، یک گروه ملی، قومی، نژادی یا مذهبی» تعریف کرد. کنش‌های مورد نظر شامل کشتن اعضای گروه، وارد کردن آسیب جدی بدنی یا ذهنی به آنها، اعمال شرایط زیستی با هدف نابودی گروه، جلوگیری از زادوولد، و انتقال اجباری کودکان به بیرون از گروه است. نسل‌کشی از جنایات با نیت ویژه (dolus specialis)است؛ ارتکاب آن تعمدی است، و قربانیان بر اساس عضویت واقعی یا متصور آنان در یک گروه حفاظت شده هدف قرار می‌گیرند. نسلکشی‌های به رسمیت شناخته شده تحت تعریف قانونی ۱۹۴۸ که منجر به دادرسی در محاکمات کیفری بین‌المللی شدند نسل‌کشی کامبوج، نسل‌کشی رواندا، و کشتار سربرنیتسا هستند.

## کنش‌های متهم به نسل‌کشی

### کشتارهای مستقیم

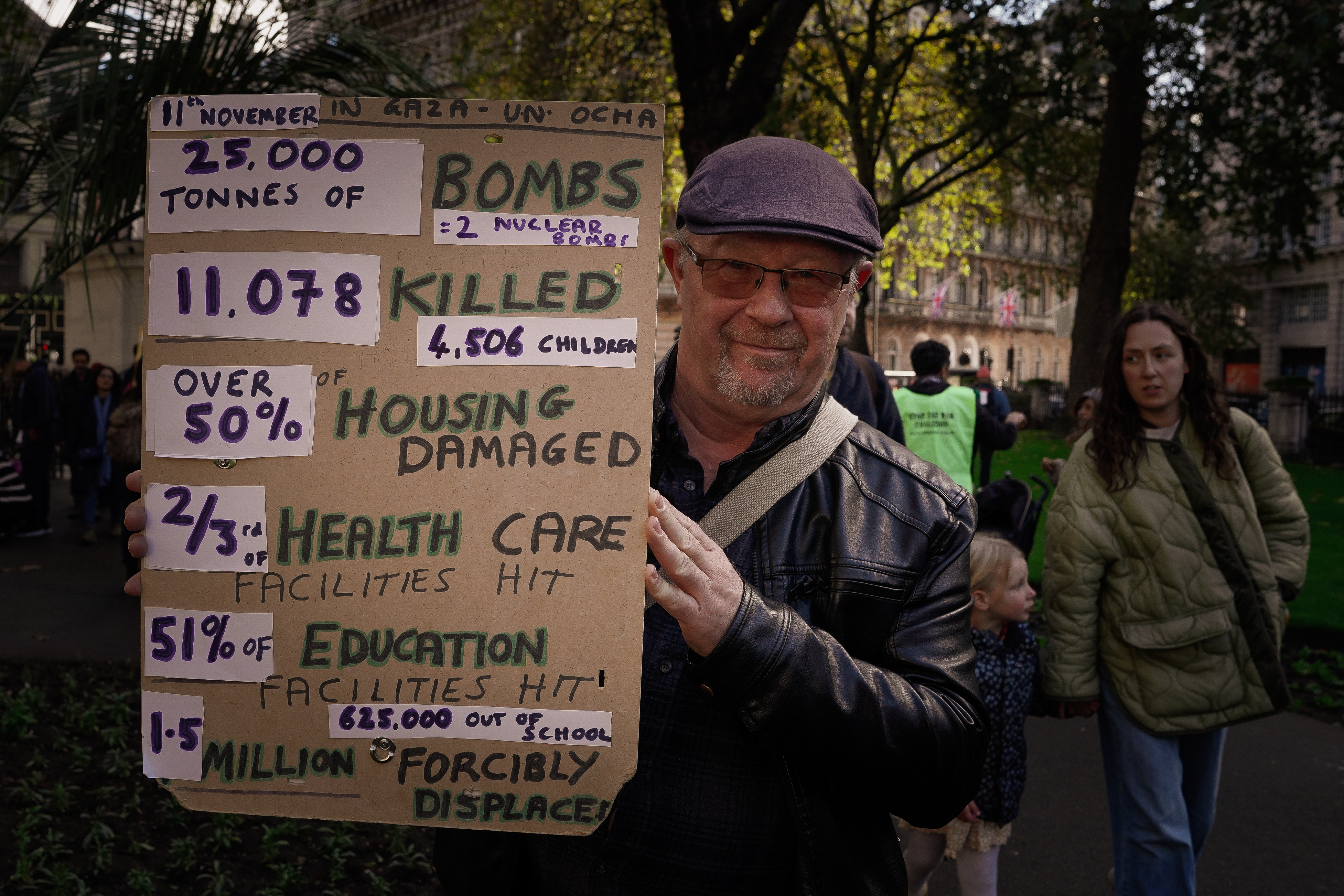

در جریان بمباران نوار غزه، اسرائیل ۲۵٬۰۰۰ تن ماده منفجره بر نوار غزه ریخت. بسیاری از این‌ها «بمب‌های کودن» هدایت نشده بودند که در مناطق مسکونی متراکم ریخته شدند، و محله‌ها را به کلی محو کردند.
نیروهای دفاعی اسرائیل از ۷ دسامبر ۲۰۲۳، متهم به کشتار فراقضایی بازداشت شدگان غیرمسلح، پزشکان، و کارکنان مراقبت سلامت فلسطینی شده‌اند. سربازان اسرائیلی غیرنظامیان فلسطینی را اغلب در برابر خانواده‌هایشان خودسرانه اعدام کرده‌اند. آنان فلسطینیانی را که پرچم سفید تکان می‌داده‌اند کشته‌اند. در آوریل ۲۰۲۴, گورهای دسته جمعی پیدا شد که اجسادی در آنها بود که دستشان بسته شده بود. این اجساد شامل زنان و سالمندان بود.

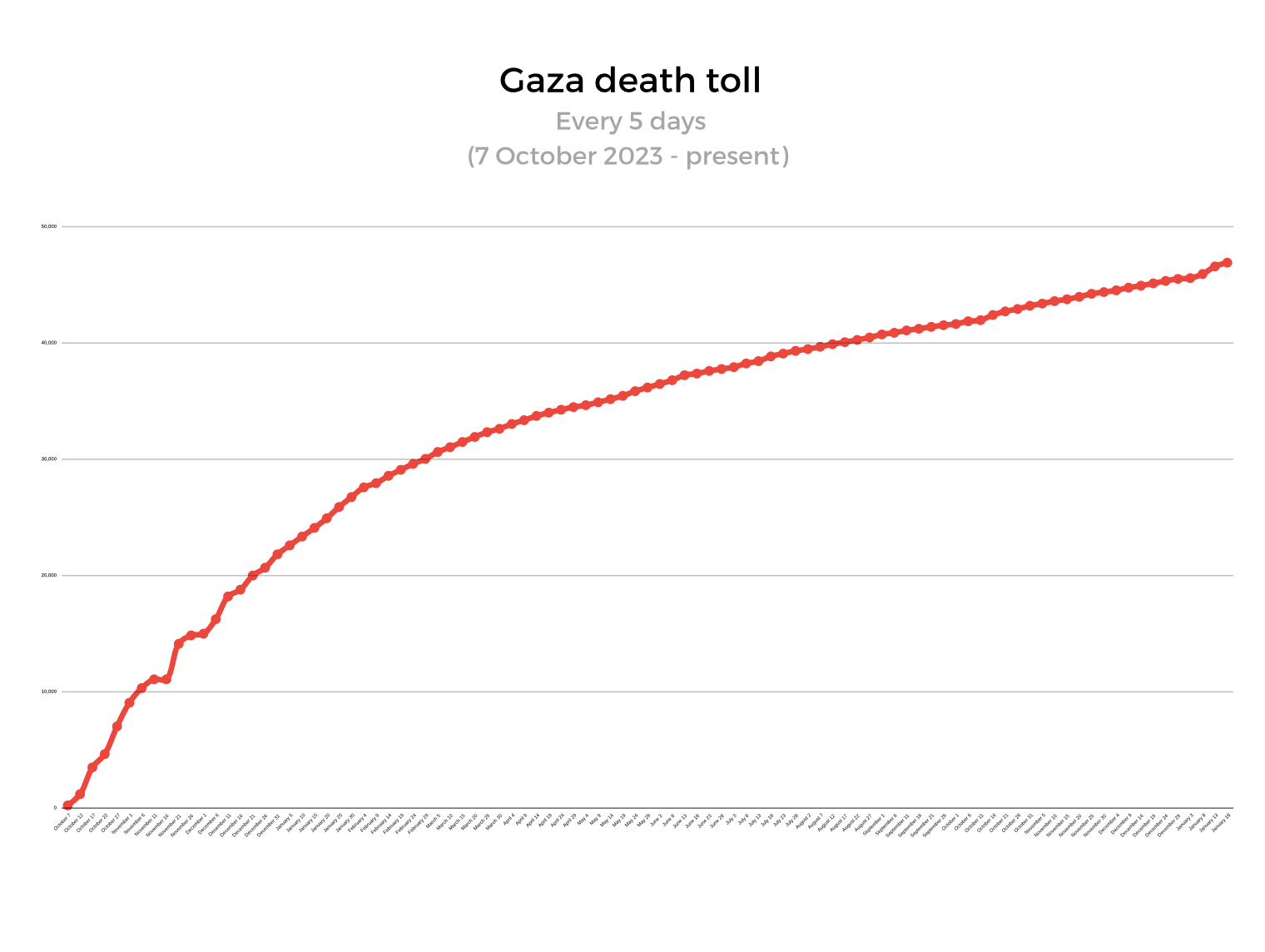
نموداری از تلفات تقریبی از جنگ اسرائیل-حماس در غزه از ۷ اکتبر ۲۰۲۳ تا ۵ نوامبر ۲۰۲۴

### کشتارهای غیرمستقیم

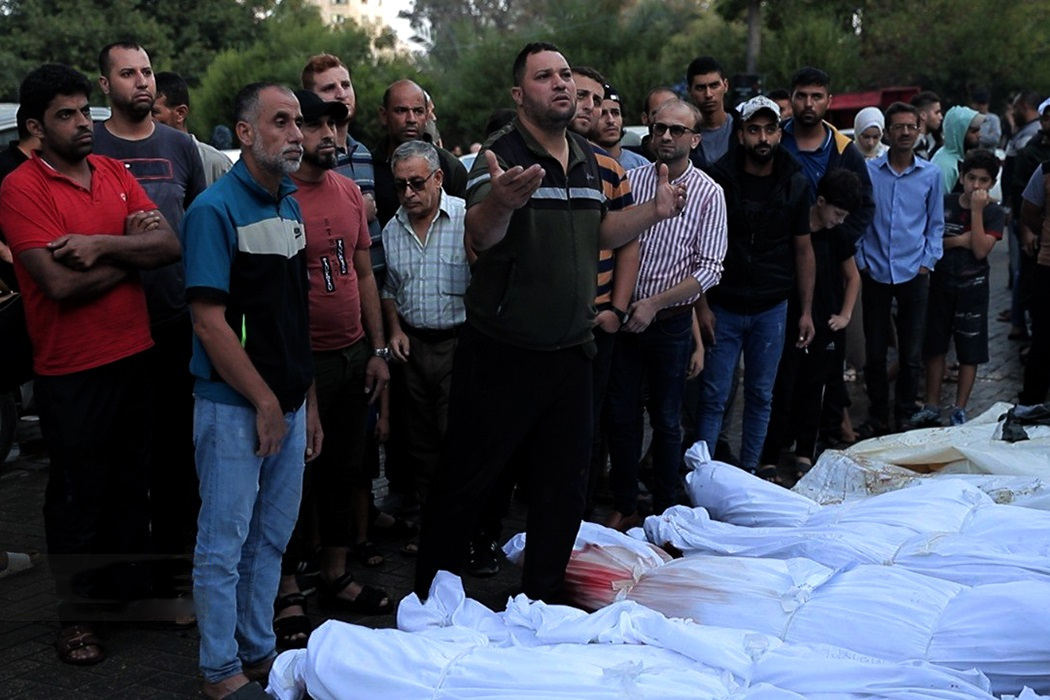
مجلس ترحیم سنتی فلسطینیان با اجساد در کفن، نوار غزه، اکتبر ۲۰۲۳.

رشید خطیب، مارتین مکی، و سلیم یوسف در بخش نامه‌های لنست تخمینی از شمار تلفاتی که این درگیری ممکن است به‌طور غیرمستقیم در ماه‌ها و سال‌های بعد موجب شود منتشر کردند. انتظار می‌رود به دلیل شدت درگیری، نابودی زیرساخت‌های مراقبت سلامت، نبود غذا، آب، سرپناه، و جاهای امن برای این که غیرنظامیان به آنها فرار کنند، و کاهش بودجه اونروا تلفات غیرمستقیم فلسطینیان بر اثر بیماری‌ها بسیار بیشتر باشد. آنان با استفاده از دیگر درگیری‌ها به عنوان مرجع، تخمین زدند شمار کلی تلفات مرتبط با درگیری در غزه احتمالاً سه تا ۱۵ برابر بیش از نرخ تلفات گزارش شده باشد. با ضرب کردن تلفات گزارش شده در پنج، آنان استدلال کردند که بنا بر یک تخمین محافظه کارانه «۱۸۶٬۰۰۰ یا حتی بیشتر مرگ قابل انتساب به درگیری کنونی در غزه است». اسپگت نوشت که تخمین آنان «فاقد یک بنیان مستحکم و ناپذیرفتنی است.» با این حال، اسپگت پذیرفت که «منصفانه است به این واقعیت توجه شود که همه تلفات، تلفات مستقیم ناشی از خشونت نیست» و نرخ تلفات در غزه را «به طرز سرسام آوری بالا» خواند.

### گرسنگی دادن
در ۲۶ فوریه ۲۰۲۴, دیده‌بان حقوق بشر و عفو بین‌الملل هر دو بیانیه‌هایی منتشر کردند که اعلام می‌کرد اسرائیل با سد کردن ورود کمک امدادی به غزه به حکم ۲۶ ژانویه دیوان بین‌المللی دادگستری برای جلوگیری از نسل‌کشی پایبند نبوده است. هر دو بیانیه از محاصره ۱۶ ساله نوار غزه، که از ۲۰۲۳ تشدید شده یاد می‌کردند. گزارشی از پناهندگان بین‌الملل دریافت که «اسرائیل به‌طور پیوسته و بی اساسی برای عملیات امدادرسانی درون غزه مشکل ایجاد کرده است.» ملانی تانیلیان مورخ استدلال می‌کند که گرسنگی دادن، قحطی، و مسدودسازی باید در کنار بمباران به عنوان شیوه‌های نسل‌کشی برجسته شود. او به اصرار درک موزس به بی اعتنایی نکردن به اشکال کمتر واضح خشونت در نابودسازی جمعیت‌ها اشاره می‌کند، و چند نسل‌کشی دیگر را که قحطی و گرسنگی دادن در آنها به عنوان شیوه‌های نابودسازی مورد استفاده قرار گرفته را پررنگ می‌کند. بتسلیم در گزارشی در ماه آوریل قحطی درگرفته را «محصول یک سیاست عمدی و آگاهانه اسرائیل» خواند.

### تخریب عمدی زیرساخت‌های غیرنظامی
مارک لیوین و الیز سمرجیان نابودی انبوه زیرساخت‌ها را بخشی از دکترین ضاحیه اسرائیل که از سال ۲۰۰۶ علیه غزه پیاده شده می‌دانند و لوین آن را شهرکشی و ابزاری برای نسل‌کشی خوانده است.

#### تخریب اماکن فرهنگی و مذهبی
عفو بین‌الملل در تحقیقش ذکر می‌کند که «با این که تخریب اماکن یا میراث تاریخی، فرهنگی و مذهبی تحت کنوانسیون نسل‌کشی ممنوع نشده، دیوان بین‌المللی دادگستری حکم کرده چنان تخریبی می‌تواند شواهد مبنی بر نیت گروهی که تعمداً مرتکب آن می‌شود برای نابودسازی فیزیکی باشد.»

### بازداشت بدون وسایل ارتباطی، شکنجه و خشونت جنسی
اسرائیل متهم به بازداشت‌های بی‌رویه انبوه شده است و مستندنگاری شده که اسرائیل تهدید به قطع عضو، کشتار، آتش زدن عمدی، و تجاوز کرده؛ و فلسطینیان بدون اتهام قانونی را شکنجه کرده است.

### حمله به بخش سلامت

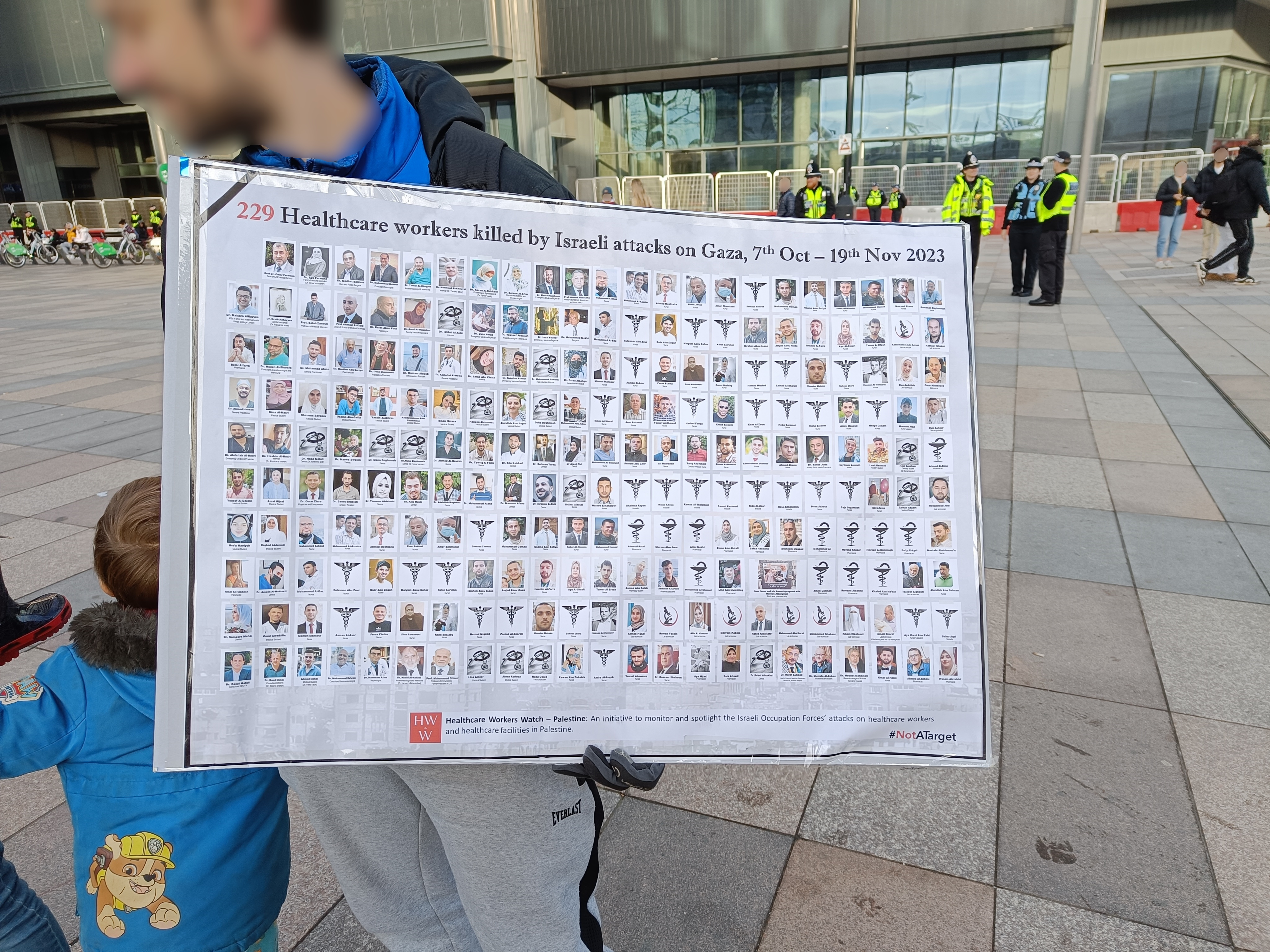
عکس‌های کارکنان بخش پزشکی کشته شده غزه

در مقاله ای منتشر شده در نوامبر ۲۰۲۳ در لنست و در فوریه ۲۰۲۴ در ژورنال بی‌ام‌جی گلوبال هلت، پزشکان متعددی تشریح کردند که هدف قرار دادن زیرساخت‌های سلامت و کارکنان پزشکی غزه به همراه لفاظی آشکارا نسل کشانه سیاستمداران اسرائیلی از دیدگاه حرفه ای آنان چگونه بالغ بر نسل‌کشی است.

## انکار اسرائیل
اسرائیل بارها هرگونه اتهام نسل‌کشی را رد کرده و گفته است که به قوانین بین‌المللی احترام گذاشته اما در وقت جنگ به سازمان ملل نیز حمله شده از طرف اسرائیل. سخنگوی وزارت خارجه اسرائیل در پاسخ به گزارش سازمان عفو بین‌الملل مبنی بر نسل‌کشی در غزه توسط اسرائیل، با انتشار پستی در X که آن را "گزارش ساختگی و کاملاً دروغین و مبتنی بر دروغ" توصیف کرد، این اتهامات را رد کرد و گفت: "قتل‌عام نسل‌کشی در ۷ اکتبر ۲۰۲۳ توسط سازمان تروریستی حماس علیه شهروندان اسرائیلی انجام شد.

## مسئولیت کشورهای ثالث
شماری از صاحبنظران و رسانه‌ها، برخی از حکومت‌های غربی به‌ویژه آمریکا را به حمایت از نسل‌کشی علیه فلسطینیان متهم کرده‌اند.و بی‌تردید آمریکا و انگلیس با حمایت همه‌جانبه مالی، نظامی و سیاسی خود از رژیم اشغالگر، به‌عنوان پیشران موتور ماشین کشتار و نسل‌کشی عمل می‌کنند.حمایت مستمر دولت ایالات متحده و مقامات آمریکایی از اسرائیل و کمک‌های نظامی، نقض «توطئه برای ارتکاب نسل‌کشی» و «همدستی در نسل‌کشی» است، نسل‌کشی جاری در غزه، که توسط ایالات متحده شناخته شده است، همراه با کمک‌های نظامی مستمر آن که نسل‌کشی را تسهیل می‌کند و ناتوانی آن در انجام وظیفه برای جلوگیری از نسل‌کشی، نشان می‌دهد که ایالات متحده دارای شرایطی است که به عنوان «همدستی دولت در نسل‌کشی» شناخته می‌شود.
در ژانویه ۲۰۲۴، کریس گونس سخنگوی سابق اونروا، گفت که آمریکا و بریتانیا در نسل‌کشی علیه غزه همدست‌اند.
در مارس، آکسفام بیانیه ای در تشریح نیت خود در کنار گروه‌های متعدد ناسودبر دیگر،  برای شکایت از دانمارک برای جلوگیری از فروش سلاح به اسرائیل منتشر کرد، و هشدار داد که دانمارک با فروش اسلحه «در نقض حقوق بین‌الملل بشردوستانه  […] و چیزی که به‌طور پذیرفتنی‌ای یک نسل‌کشی است همدست است.»
فرانسه نیز یکی دیگر از شرکای خاموش در نسل‌کشی غزه است. از زمان شروع بمباران غزه توسط اسرائیل، امانوئل ماکرون، رئیس‌جمهور فرانسه، حامی بی قید و شرط از تل آویو بوده است. فرانسه در ۱۶ اکتبر با شعار «حق دفاع از خود» اسرائیل، به قطعنامه شورای امنیت سازمان ملل که خشونت علیه غیرنظامیان را محکوم می‌کرد، رای داد. پاریس متعاقباً از قطعنامه ای حمایت کرد که خواستار توقف کمک‌های بشردوستانه در غزه بود. در واقع فرانسه با حمایت قاطع از اسرائیل، عملاً مجوز کشتار هزاران غیرنظامی را به دولت اسرائیل داد.

### مسئولیت آمریکا

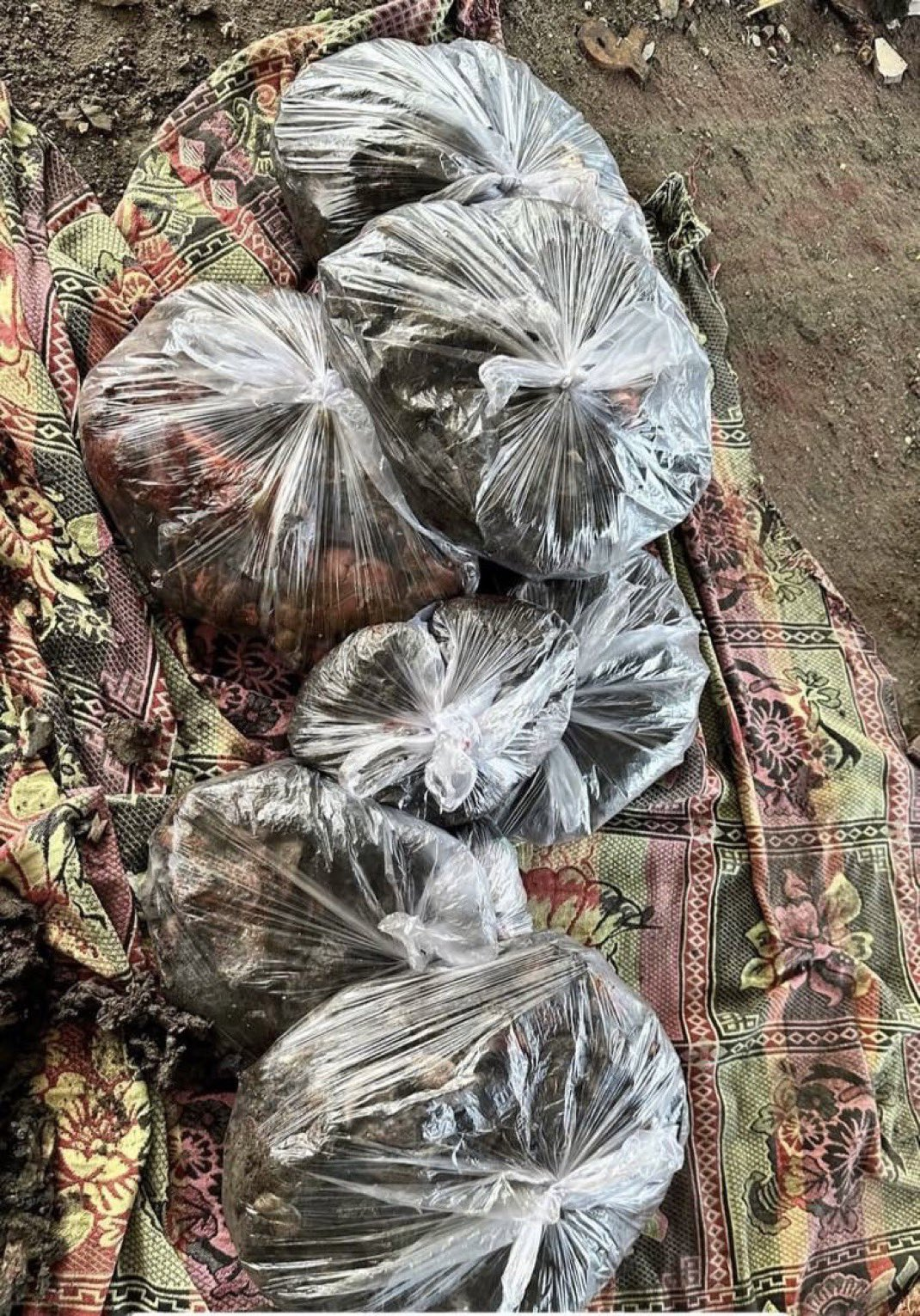
کیسه‌های حاوی قطعات اجساد قربانیان حمله به مدرسه متابعین

در ۱۳ اکتبر ۲۰۱۳، اریک لیوتس خبرنگار نیویورک استدلال کرد که دولت‌های آمریکا از جمله دولت جو بایدن، جنایات جنگی اسرائیل علیه فلسطینیان در جنگ اسرائیل-حماس مهر تأیید زده‌اند. در ۴ ژانویه ۲۰۲۴، حکومت آمریکا تأیید کرد این را که اسرائیل در حال نقض قانون بین‌الملل بشردوستانه هست یا نه را مورد ارزیابی قرار نمی‌دهد.z
طبق گزارش خبرگزاری رسمی فلسطین، وفا، محمود عباس، رئیس‌جمهور فلسطین، آمریکا را به دلیل استفاده از وتوی خود برای جلوگیری از قطعنامه شورای امنیت سازمان ملل متحد که خواستار آتش‌بس فوری در غزه است، محکوم کرد. رئیس‌جمهور فلسطین آمریکا را مسئول خون ریزی کودکان، زنان و سالمندان فلسطینی در غزه به دست نیروهای اشغالگر دانست و دلیل این امر را حمایت ننگین آمریکا از اشغالگری و تجاوزات وحشیانه اسرائیل به مردم فلسطین دانست.

## تلفات
وزارت بهداشت غزه (GHM) در ۴ دسامبر ۲۰۲۴ (۱۴ آذر) اعلام کرد که از ۷ اکتبر ۲۰۲۳، جنگ اسرائیل در غزه منجر به مرگ ۴۴۵۳۲ فلسطینی و زخمی شدن ۱۰۳۳۷۰ نفر شده است.

## بیانیه سازمان‌های سیاسی و حکومت‌ها

### رهبران و حکومت‌های جهان

مواضع حکومت ملی در این مورد که آیا اسرائیل در جنگ غزع در حال ارتکاب نسل‌کشی است

| کشور                | به رسمیت‌شناسی نسل‌کشی | بیانیه | منابع                   |
| ------------------- | -------------------- | --- | ----------------------- |
| افغانستان           | آری                  | وزارت امور خارجه افغانستاناقدامات اسرائیل را به عنوان نسل‌کشی محکوم کرد. | [ ۱۲۸ ] [ ۱۲۹ ]         |
| الجزایر             | آری                  | در یک سخنرانی در برابر مجمع عمومی سازمان ملل متحد، رئیس جمهور عبدالمجید تبون پرسید "وجدان جهانی که که در خصوص نسل کشی در حال ارتکاب غایب است کجاست؟" | [ ۱۳۰ ]                 |
| بنگلادش             | آری                  | بنگلادش از پرونده نسل‌کشی آفریقای جنوبی علیه اسرائیل پشتیبانی کرد. وزارت امور خارجه این کشور در بیانیه ای قویا بمباران نوار غزه توسط اسرائیل را تحت عنوان «پاکسازی قومی» فلسطینیان محکوم کرد و جامعه جهانی را به برداشتن گام فوری و مؤثر برای پیاده‌سازی یک آتش‌بس بی قید و شرط، حفاظت از جان غیرنظامیان، و تحویل کمک بشردوستانه فراخواند؛ همچنین حمایت خود را از تعیین سرنوشت فلسطینیان و تأسیس دولت مستقل فلسطینی بر پایه مرزهای جنگ شش‌روزه به پایتختی اورشلیم شرقی ابراز کرد. | [ ۱۳۱ ] [ ۱۳۲ ]         |
| بلژیک               | قریب الوقوع          | بلژیک وعده داده از شکایت آفریقای جنوبی علیه اسرائیل حمایت کند. | [ ۱۳۳ ]                 |
| بولیوی              | آری                  | رئیس جمهور لوئیس آرسه در توییتر نوشت که با رئیس جمهور لولای برزیل در خصوص «حقیقت دربارهٔ نسل‌کشی که در حال ارتکاب بر مردم شجاع فلسطین است» موافق است. | [ ۱۳۴ ]                 |
| برزیل               | آری                  | رئیس جمهور لوئیس ایناسیو لولا دا سیلوا اقدامات اسرائیل را تحت عنوان نسل‌کشی محکوم کرد و گفت: «آنچه در نوار غزه بر مردم فلسطین می‌آید در هیچ لحظه دیگری از تاریخ رخ نداده. در واقع، رخ داده: وقتی هیتلر تصمیم به کشتن یهودیان گرفت.» | [ ۱۳۵ ] [ ۱۳۶ ] [ ۱۳۷ ] |
| ایالات متحده آمریکا | نه                   | وزیر امور خارجه آنتونی بلینکن اتهامات نسل‌کشی علیه اسرائیل را «بی اساس» دانست و رد کرد. رئیس جمهور جو بایدن اتهام نسل‌کشی علیه اسرائیل را رد کرد. | [ ۱۳۸ ] [ ۱۳۹ ]         |
| واتیکان             | Unclear              | پاپ فرانسیس اقدامات اسرائیل را در یک سخنرانی در سال ۲۰۲۴ نسل‌کشی خواند ولی یک سخنگوی واتیکان این را انکار کرد. فرانسیس بعدها خواهان یک تحقیق برای تعیین این شد که این اقدامات در تعریف فنی نسل‌کشی از سوی حقوقدانان بین‌المللی می‌گنجد یا نه. | [ ۱۴۰ ] [ ۱۴۱ ]         |
| ونزوئلا             | آری                  | رئیس جمهور نیکلاس مادورو اقدامات اسرائیل را به عنوان نسل‌کشی محکوم کرد. | [ ۱۴۲ ]                 |
| یمن                 | آری                  | وزارت امور خارجه اقدامات اسرائیل را نسل‌کشی خواند | [ ۱۴۳ ]                 |

## واکنش‌های روشنفکران
برخی روشنفکران از جمله یورگن هابرماس مواضع همدلانه با اسرائیل اتخاذ کردند. در مقابل، کسانی چون جودیت باتلر، فمینیست آمریکایی یهودی‌تبار، و انزو تراورسو، مورخ ایتالیایی تاریخ یهود، از نسلکشی غزه انتقاد کردند. تراورسو با انتشار کتاب غزه در پیشگاه تاریخ هفت اکتبر را حاصل زمینه‌ای تاریخی از اشغال و آپارتاید دانست. باتلر نیز پس از اعتراض گروهی به مواضعش در قبال هفت اکتبر، ضمن تأکید بر تفاوت نظرش با برخی گروه‌های دانشجویی در این باره، بار دیگر اعلام کرد: 
زندگی فلسطینی‌ها در غزه در حال نابودی است، و هر فلسطینی علیه این نابودی اعتراض خواهد کرد. اگر آن‌ها اعتراض کنند، و ما هم با آن‌ها اعتراض کنیم، این ما را تبدیل به حامیانِ حماس نمی‌کند. این اعتراض تنها باعث می‌شود که ما تبدیل به منتقدان صریح نسل‌کُشی شویم.
همچنین، بیش از هزار نویسنده با امضای نامه‌ای به کارزار تحریم «موسسات فرهنگی» اسرائیلی از جمله «ناشران»، «فستیوال‌ها» و «موسسات ادبی» پیوسته‌اند و اعتراض خود را به «سرکوب میلیون‌ها فلسطینی» اعلام کرده‌اند. آن‌ها در این نامه که به تاریخ ۲۸ اکتبر (۷ آبان) منتشر شده صنعت نشر را با «عمیق‌ترین بحران اخلاقی، سیاسی و فرهنگی در قرن بیست‌ویکم» رودررو دانسته‌اند. نویسندگان شناخته‌شده‌ای از جمله برندگان جوایز نوبل، پولیتزر و بوکر به این کارزار پیوسته‌اند. از جمله امضا کنندگان این نامه می‌توان به ارونداتی روی، عبدالرزاق قورنه، انی ارنو، ویت‌تان نوین، سالی رونی، پرسیوال اورت، ریچل کوشنر، جودیت باتلر، نائومی کلاین، جومپا لاهیری و میریام مارگولیس اشاره کرد.

## یادداشت
1. ↑  روشن نیست چه تعداد از تلفات بر اثر آتش خودی یا پروتکل هانیبال بوده‌اند. مقاله ای در وای‌نت اظهار داشت که «تعداد عظیم یا پیچیده‌ای» از موارد آتش خودی ارتش اسرائیل در جریان حمله ۷ اکتبر رخ داد.[۶۲][۶۳][۶۴][۶۵]
2. ↑    - عفو بین‌الملل
  - Mellemfolkeligt Samvirke
  - الحق